# Ana de Brandemburgo, Duquesa de Meclemburgo
Ana de Brandemburgo (1 de janeiro de 1507 — Lübz, 19 de junho de 1567) foi uma princesa de Brandemburgo por nascimento, e duquesa consorte de Meclemburgo pelo seu casamento com o Duque Alberto VII de Meclemburgo.

## Família
Ana foi a primeira filha e segunda criança nascida de Joaquim I Nestor, Príncipe-Eleitor de Brandemburgo e da princesa Isabel da Dinamarca. Os seus avós paternos eram João Cícero, Príncipe-Eleitor de Brandemburgo e Margarida da Turíngia. Os seus avós maternos eram o rei João da Dinamarca e Cristina da Saxônia.

## Biografia
No dia 17 de janeiro de 1524, aos dezessete anos, a princesa Ana casou-se com o duque Alberto VII, de trinta e sete anos de idade, em Berlim. Ela trouxe consigo um dote de 20 mil guilders e recebeu a cidade e o distrito atual de Lübz, e o distrito de Crivitz, ambos na atual Alemanha. 
Alberto era filho do duque Magno II de Meclemburgo e de Sofia da Pomerânia-Wolgast, Duquesa de Meclemburgo. 
O casal teve dez filhos, oito meninos e duas meninas.
A duquesa faleceu aos 60 anos, no dia 19 de junho de 1567. Foi sepultada na Catedral de Schwerin.

## Descendência
- Magno de Meclemburgo (n. e m. 1524).
- João Alberto I de Meclemburgo (23 de dezembro de 1525 – 12 de fevereiro de 1576), sucessor do pai. Foi marido de Ana Sofia da Prússia, com quem teve três filhos;
- Ulrico, Duque de Meclemburgo (5 de março de 1527 – 14 de março de 1603), sucessor do pai. Foi marido da princesa Isabel da Dinamarca, com quem teve Sofia de Meclemburgo-Güstrow, rainha consorte da Dinamarca e Noruega como esposa de Frederico II da Dinamarca;
- Jorge de Meclemburgo (23 de fevereiro de 1528 – 20 de julho de 1552), não foi casado e nem teve filhos;
- Ana de Meclemburgo (14 de outubro de 1533 – 4 de julho de 1602), foi esposa de Gotthard Kettler, duque da Curlândia e Semigália, com quem teve dois filhos;
- Luís de Meclemburgo (n. e m. 1535);
- João de Meclemburgo (n. e m. 1536);
- Cristóvão de Meclemburgo (30 de julho de 1537 – 4 de março de 1592), foi duque de Meclemburgo-Gadebusch. Sua primeira esposa a princesa Doroteia da Dinamarca. Depois foi marido da princesa Isabel da Suécia, com quem teve uma filha;
- Sofia de Meclemburgo (n. e m. 1538);
- Carlos I de Meclemburgo (28 de dezembro de 1540 – 22 de julho de 1610), sucessor de Ulrico. Não foi casado e nem teve filhos.